# Dolna-Piaseczyńska
Dolna-Piaseczyńska – osiedle w dzielnicy Mokotów w Warszawie.

## Położenie i charakterystyka
Osiedle Dolna-Piaseczyńska położone jest na stołecznym Mokotowie, na obszarze Miejskiego Systemu Informacji Sielce. Jest usytuowane pomiędzy ulicami Dolną, Piaseczyńską, Konduktorską i planowanym przedłużeniem ulicy Racławickiej. Jego powierzchnia wynosi ok. 2 ha.
Wybudowano je w latach 1964–1966 według projektu Leszka Kołacza. W jego skład wchodzi 5 identycznych budynków wielorodzinnych o 5 kondygnacjach znajdujących się pod adresami ul. Konduktorska 1, 1A, 3, 3A i 3B. Przy ich wznoszeniu zastosowano technologię wielkoblokową „Ż”. Osiedle stanowi część zespołu Dolna-Piaseczyńska-Sobieskiego o łącznej powierzchni 20 ha. W jego skład wchodzą także osiedla Dolna-Sobieskiego i Dolna-Belwederska. Cały kompleks składa się z 2830 mieszkań, zaprojektowanych dla ok. 10 tys. osób. Zaplanowano też szkołę podstawową, przedszkole, żłobek i pawilony handlowe.
Na zachód od osiedla znajdują się tereny należące do Warszawskiego Obszaru Chronionego Krajobrazu, utworzonego rozporządzeniem Wojewody Warszawskiego z dnia 29 sierpnia 1997 r. w sprawie utworzenia obszaru chronionego krajobrazu na terenie województwa warszawskiego, ze Stawem pod Warszawianką.